# Скачковый механизм

Одна из разновидностей скачкового механизма — грейферный механизм.

Другая разновидность скачкового механизма — мальтийский механизм

Скачко́вый механи́зм — часть лентопротяжного механизма киноаппарата, производящая прерывистое перемещение киноплёнки на шаг кадра. Используется в киносъёмочной, кинопроекционной и кинокопировальной аппаратуре. Благодаря действию скачкового механизма киноплёнка во время экспонирования или проекции одного кадрика находится в покое, а затем быстро перемещается к следующему.

## Классификация
Существует несколько типов скачковых механизмов: грейферный, мальтийский, петлевой, пальцевый и «улитка». В киноаппаратуре наибольшее распространение получили скачковые механизмы двух типов: мальтийский механизм, использующий зубчатый скачковый барабан, и грейферный механизм, использующий лентопротяжный зуб или зубья, приводимые в движение специальным механизмом, например кулачковым или кривошипным.
Основные параметры, описывающие работу скачковых механизмов, это точность перемещения киноплёнки на шаг кадра, КПД и шумность. От точности перемещения зависит устойчивость изображения на экране и, в конечном счёте, качество кинофильма. КПД скачковых механизмов зависит, главным образом, от рабочего угла, то есть угла поворота ведущего звена, за который осуществляется перемещение киноплёнки. Исходя из этой величины, рассчитывается коэффициент обтюрации, определяющий светопропускание системы.
Особенно критично светопропускание в кинопроекторах, главной характеристикой которых считается световой поток, попадающий на экран. Однако, чрезмерное уменьшение рабочего угла может привести к большим ускорениям при работе механизма и, как следствие, повышенному износу киноплёнки. Поэтому, при проектировании скачковых механизмов, выбирается компромисс между КПД и воздействием на межперфорационные перемычки.

## Историческая справка
История создания скачкового механизма тесно связана с историей кинематографа.
Одним из первых идею скачкового механизма, который позволял бы прерывисто передвигать фотоснимки относительно объектива, описал Томас Дю Мон, получивший в 1859 году патент на устройство для киносъёмки.
Перфорированную рулонную фотобумагу, приводимую в движение зубчатым механизмом, впервые применил в 1886 году французский фотограф Луи Лепренс.
Примитивный скачковый механизм для продвижения перфорированной плёнки изобрёл в 1889 году английский фотограф Уильям Фрис-Грин. Аппарат Фрис-Грина состоял из двух барабанов — подающего и приёмного. Также использовался спиральный кулачок, оттягивавший плёнку, в результате чего она некоторое время оставалась неподвижной.
Хотя изобретение наиболее совершенного аппарата связывают с именами братьев Люмьер, многие конструкции были придуманы разными изобретателями независимо от них.
В 1893 году Томас Эдисон использовал в «Кинетографе» в качестве скачкового механизма часовой анкер, установленный в приводе одного из зубчатых барабанов.
Изобретатель И. А. Тимченко совместно с физиком Н. А. Любимовым в 1893 году разработал «улитку» — червячный скачковый механизм для стробоскопа. Эта же конструкция использовалась в хронофотографической камере Фрейденберга, представленной в 1894 году на девятом съезде русских естествоиспытателей и врачей.
В 1894 году Жорж Демени изобрёл пальцевый скачковый механизм.
Люмьеры запатентовали свой «Синематограф» в 1895 году. Этот аппарат впервые использовал в качестве скачкового механизма кулачковый грейфер — фактически единственную инновацию, позволившую вытеснить с рынка «Кинетоскоп» Эдисона.
В 1895 году в кинопроекторе «Фантоскоп» Чарльза Дженкинса и Томаса Армата впервые использован новый тип скачкового механизма — мальтийский крест.
В 1897 году Вудвилл Латам изобрёл «петлю Латама», позволившую разделить лентопротяжный механизм на две части, в одной из которых киноплёнка движется непрерывно, а в другой — прерывисто. Такая конструкция позволила исключить частые обрывы киноплёнки.